# Alte paritätische Kirche (Spreitenbach)

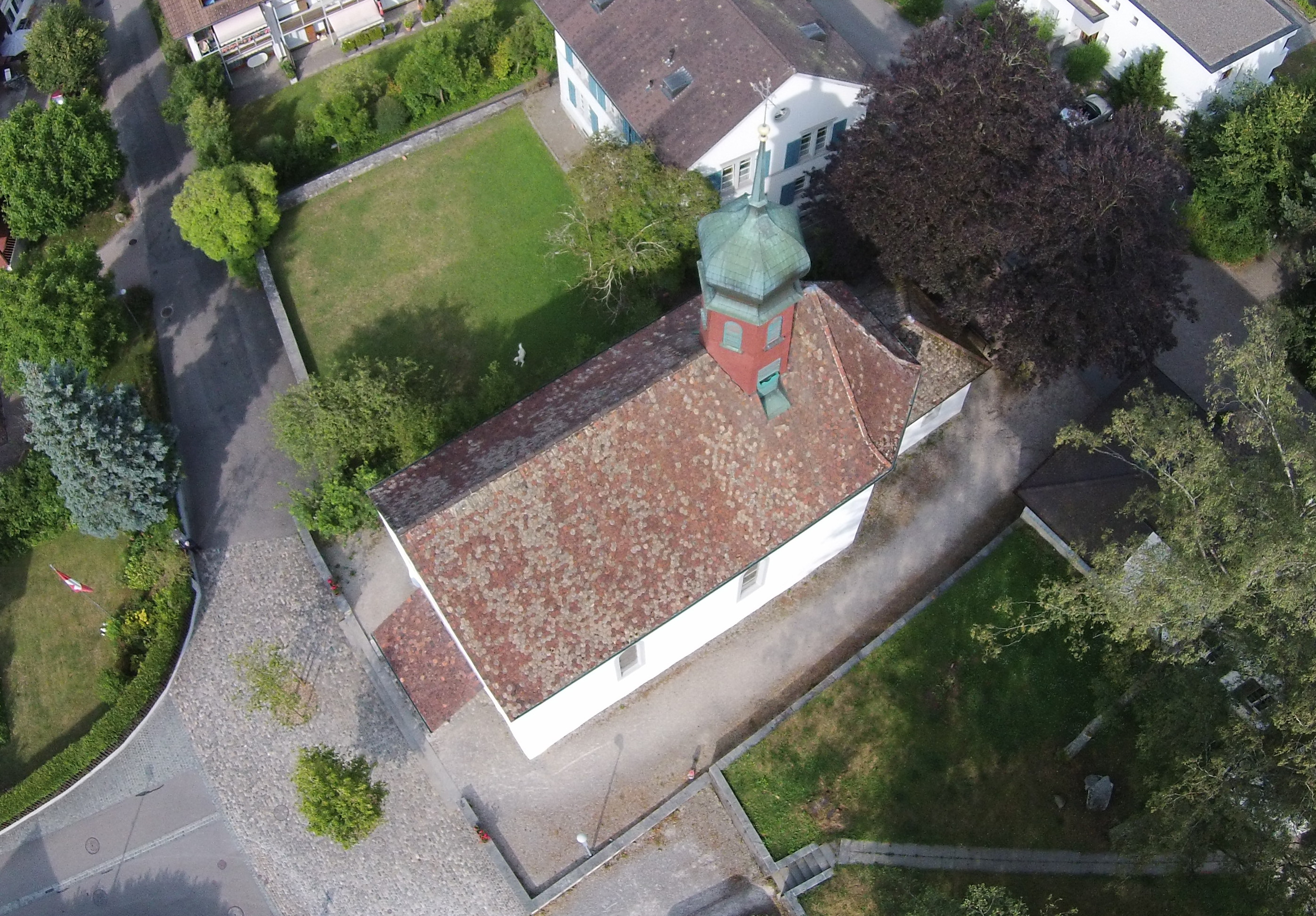
Die Kirche

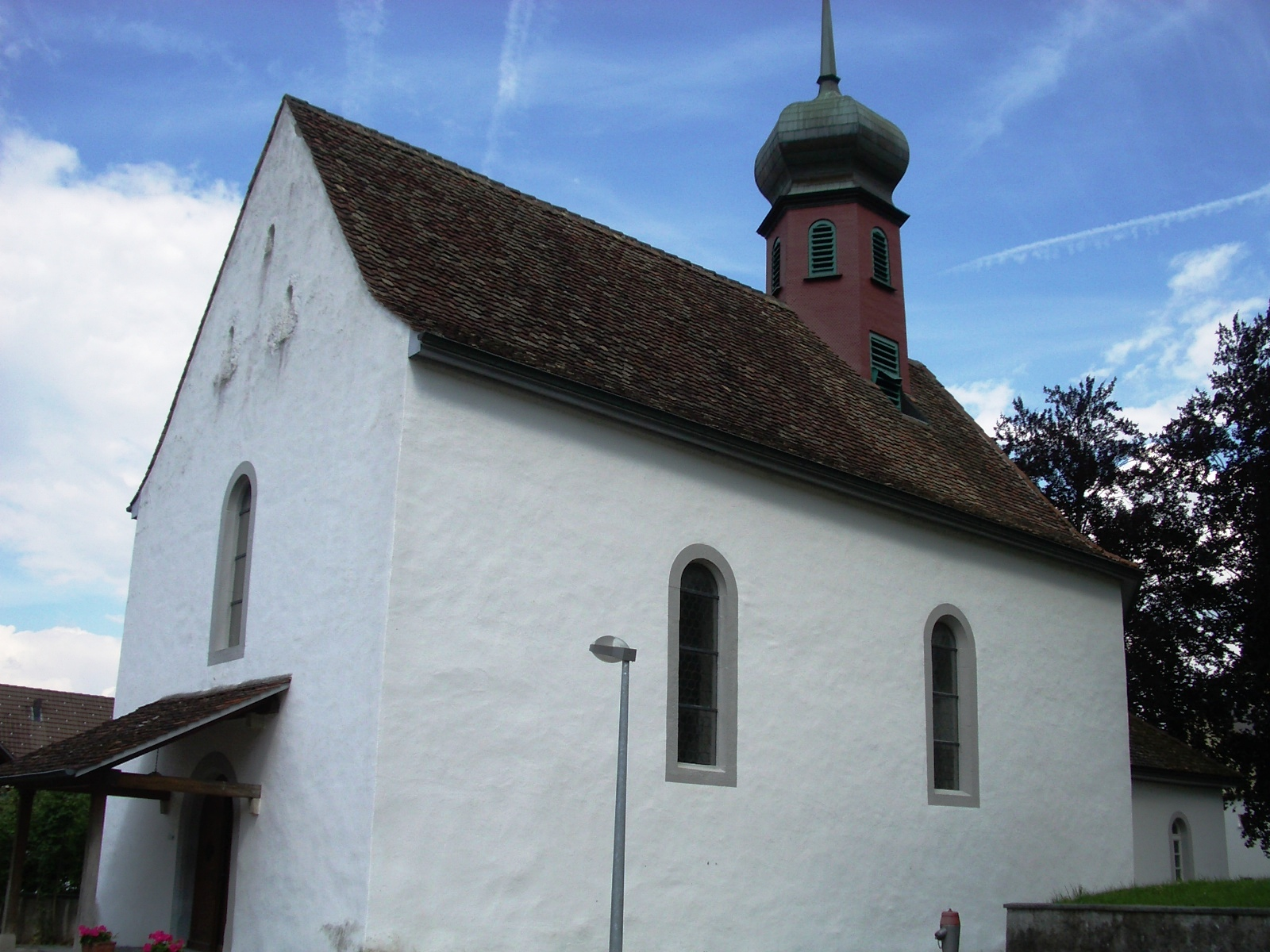
Alte Kirche, 1184 erstmals erwähnt

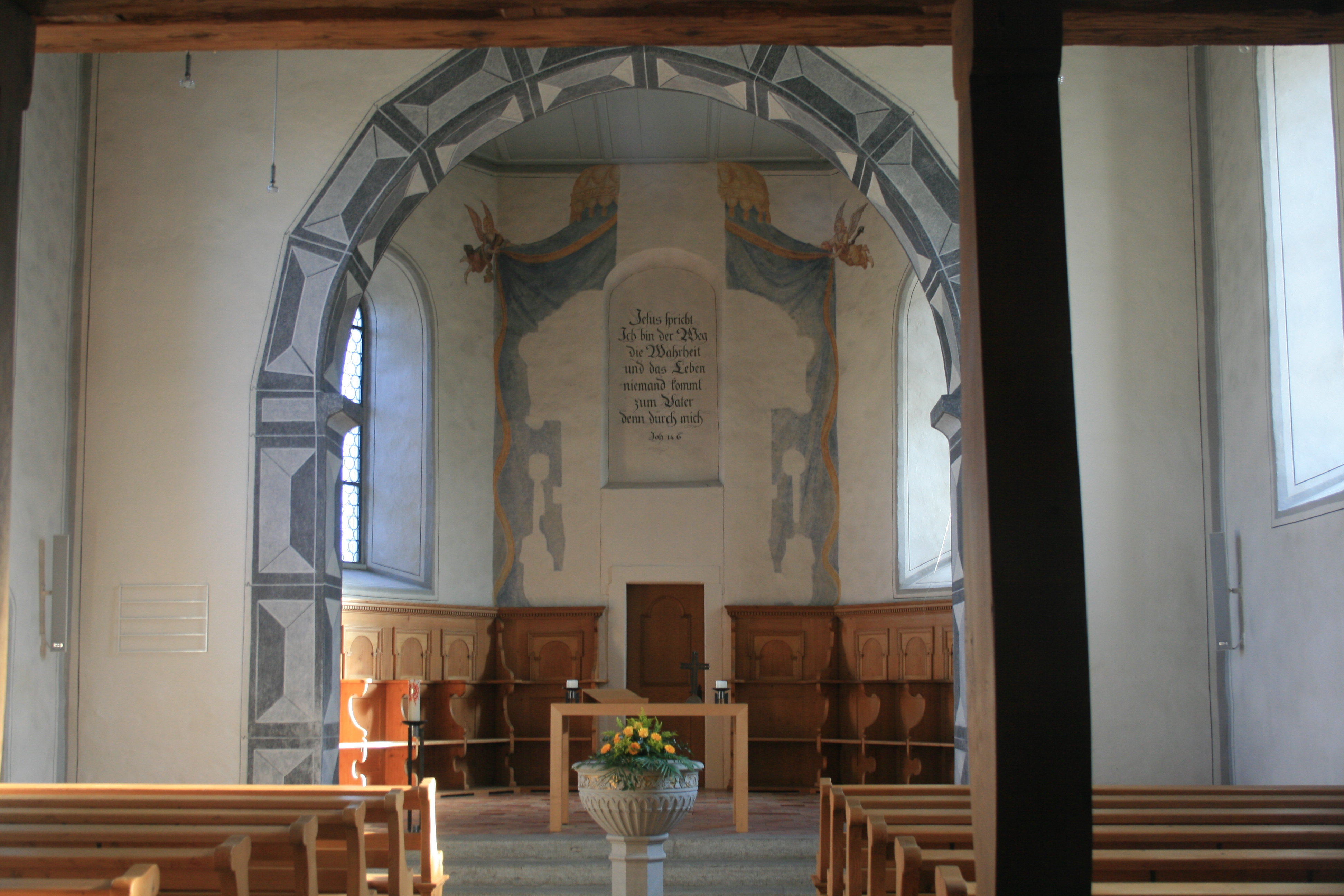
Blick in den Chor

Die Alte paritätische Kirche von Spreitenbach ist die älteste, erhaltene Kirche von Spreitenbach, welche heute auch als reformierte Kirche oder reformierte Dorfkirche bezeichnet wird.

## Geschichte
In einer Besitzbestätigung des Klosters Engelberg, welche von Lucius III. im Jahr 1184 ausgestellt wurde, wird Spreitenbach mit „cum ecclesia“ erwähnt (mit Kirche). Es handelt sich um ein sehr kleines Gotteshaus, das vermutlich die Kapelle eines von der Pfarrei Dietikon abhängigen Vikars war. Im Jahr 1275 wurde es mit einer Pfründe ausgestattet. Als im Jahre 1310 Graf Rudolf von Habsburg-Laufenburg die Mutterkirche Dietikon an das Kloster Wettingen vermachte, beinhaltete die Schenkung auch die Kapellen von Spreitenbach und Urdorf. Als sich die Pfarrei Dietikon 1529 für die Reformation aussprach, erfasste diese auch Spreitenbach. Die Mehrheit der Bevölkerung war nach dem Landfrieden von 1531 reformierten Glaubens. Ab diesem Zeitpunkt wurde die Filialkirche von Dietikon simultan von den katholischen und reformierten Gläubigen benutzt. Im Jahr 1798 wurde durch den Abt Sebastian Steinegger das katholische Spreitenbach mit bischöflicher Genehmigung von Dietikon abgetrennt und eine Vikarie eingerichtet, welche von Wettinger Mönchen geleitet wurde. Daraus entwickelte sich 1861 eine eigenständige katholische Kirchgemeinde, welche sich 1903 eine eigene katholische Kirche baute. Die reformierten Gläubigen blieben bis 1940 bei Dietikon und sind heute in der Kirchgemeinde Spreitenbach-Killwangen organisiert. Die alte, paritätische Kirche verblieb 1903 im Besitz der reformierten Kirchgemeinde.

## Baugeschichte
Der Vorgängerbau wird urkundlich erstmals 1184 erwähnt. Im 17. Jahrhundert genügte der Bau nicht mehr den Anforderungen, denn er war baufällig und zu klein. Im Jahr 1638 leitet der Abt von Wettingen, Christoph Bachmann, in die Wege, dass die alte Kirche abgetragen und neu erbaut wurde. Die Kirche wurde mit neuem Fundament (vier Fuss breiter und länger als beim Vorgängerbau) an gleicher Stelle neu erbaut. Bei der Ausstattung gab es einen Streit, da die Kirche paritätisch genutzt wurde. Es wurde zwischen Wettingen, vertreten durch den späteren Abt Niklaus von der Flüh, und Vertretern des Zürcher Rats ein Vergleich geschlossen. Dieser erlaubte den Katholiken einen Altar vor dem Chor, dass der Altar im Chor bescheiden ausfallen müsse und nicht durch ein Gitter getrennt werden dürfe. Auch der Standort der Kanzel wurde bestimmt, welche am linken Chorbogen-Pfeiler zu liegen kommen sollte. Ebenso wurde den Katholiken erlaubt „Jn der Kirchen den Passion zue mahlen“. Der Choraltar wurde 1678 durch den Abt Nikolaus Göldlin, zu Ehren des heiligen Sakramentes, der Muttergottes und der Kirchenpatrone Cosmas und Damian geweiht. Im Jahr 1793 wurde der Dachreiter ersetzt, 1796 eine Innenrenovation durchgeführt. Die Kanzel wurde 1833 durch Jakob Grendelmeier aus Dietikon ersetzt, welche nun vom Chor her durch eine Öffnung im Bogenpfeiler zugänglich war. Der Taufstein wurde 1861 ersetzt. Im Jahr 1877/78 wurde die Kirche unter Leitung von Robert Moser aus Baden erneut renoviert und umgebaut. Dabei erhielt der Turm einen Rotanstrich und es wurde eine Sakristei angebaut.
Im Jahr 1908/09 wurde der Innenraum der Kirche, da sie nach dem Neubau einer katholischen Kirche nur noch von den evangelisch-reformierten Gläubigen benutzt wurde, deren Liturgie angepasst. Im Jahr 1918 erhielt sie einen neuen Dachreiter. 1938 wurde sie einer Innenrenovation und 1947 und 1970 einer Aussenrenovation unterzogen.

## Gebäude
Das dem schweizerischen Schema einer kleinen Barockkirche entsprechende Bauwerk, dessen Chor nach Südosten zeigt, befindet sich am Südrand des Dorfkerns an der Chilegass 18. In unmittelbarer Nähe befinden sich nordöstlich das alte katholische Pfarrhaus (Ratzengasse 10), südlich die alte katholische Schule (Ratzengasse 16) sowie südwestlich das neue evangelisch-reformierte Pfarrhaus (Chilegass 20).
Das rechteckige Schiff geht nahtlos in den gleich breiten dreiseitig schliessenden Chor über. Das Dach ist als Steildach ausgeführt und trägt über dem chorseitigen Walmen eine Sechskantreiter mit rundbogigen Schallarkaden. Der Turm ist verschindelt und mit einem einer Zwiebelkuppel gedeckt, an deren Spitze sich ein Kreuz befindet. Das Dach ist als Sparrendach mit liegendem Stuhl und Dreieckstreben ausgeführt.
An der Chorscheitelwand befindet sich die 1877/78 erbaute quadratische Sakristei, die mit einem Walmdach gedeckt ist. Die Fenster sind als weit gekehlte Rundbogenfenster ausgeführt, wovon es auf den Schiffsflanken je zwei und in der Eingangsfront und in den Chorschrägwänden je ein Fenster gibt. Das Hauptportal befindet sich in der Mitte der Eingangsfront und ist als einfach rundbogiges Portal ausgeführt. Das Pultdach darüber wurde nachträglich angebracht. In der Nordostwand befindet sich ein spitzbogiger Nebeneingang, der den Weg für den Pfarrer von seinem Haus zum Chor abgekürzt hat. Der in der südöstlichen Wand befindet sich der Eingang zur Emporentreppe, er wurde nachträglich eingebaut. Die einmanualige Metzler-Orgel im historischen Gehäuse stammt aus dem Jahr 1949.